# Lindsaea jamesonioides
Lindsaea jamesonioides är en ormbunkeart som beskrevs av Bak. Lindsaea jamesonioides ingår i släktet Lindsaea och familjen Lindsaeaceae. Inga underarter finns listade.